# 里斯本条约
里斯本條約（法語：Traité de Lisbonne），又稱改革條約，是歐盟用以取代《歐盟憲法條約》的條約。里斯本條約已經在2007年12月13日為所有歐盟成員國簽署，並於2009年12月1日正式生效。里斯本條約旨在調整當前極需變革的歐盟在全球的角色、人權保障、歐盟決策機構效率，並針對全球氣候暖化、天然能源等政策，以提高歐盟全球競爭力和影響力。
前法國總統季斯卡和歐盟委員會前主席德洛爾等多位歐洲聯邦主義者認為，里斯本條約已與歐洲整合的理想不符；例如排除原有社會憲章及歐盟國旗和國歌。里斯本條約務實與妥協的做法也為將來條約運作帶有不確定性，例如雖設立了常設主席和外交代表，成員國各有不同想法和意見。條約也容許成員國自行決定加入或退出個別條款，影響歐盟未來的整合進程。
歐盟各國政府代表簽署里斯本條約前，歐盟對內部面臨整合半個世紀來因憲法危機所引起的最大困局，對外則面對美國為首的全球化和新興經濟體，如俄羅斯、中國、南非、巴西和印度等國迅速崛起。為了進一步凝聚和爭取內部人民對歐洲整合的支持，歐盟發展策略明顯轉為因應外部環境的變化。外在環境的挑戰有跨國反恐、能源問題、全球暖化、提升歐盟競爭力以及創造就業等問題。
歐盟通過里斯本條約的政治經濟意義是因應歐盟目前面臨困境的一個計劃。在推動歐洲統合同時，所有國家須讓出部分國家主權的爭議、各國利益的調和，里斯本條約中許多具體措施將有助歐盟運作與決策，將成為未來整合的推動力。但里斯本條約中仍因若干國家特殊利益考量而有所妥協讓步，並留下許多「灰色地帶」，將為統合的進程帶來很多不確定性。

## 歐盟整合以及東擴

歐盟成員國
在談判當中之候選成員國
候選成員國
已提交申請為歐盟成員之国家
候选国，入盟谈判冻结

歐盟創立成員國法國、德國、意大利、荷蘭、比利時、盧森堡於1951年簽署《巴黎條約》，成立了歐洲煤鋼共同體。至於歐洲經濟共同體及歐洲原子能共同體於1957年在簽署《羅馬條約》後設立。1958年，歐洲經濟共同體和歐洲原子能共同體正式組建。旨在創造共同市場，取消會員國間的關稅，促進會員國間勞力、商品、資金、服務的自由流通。6國於1967年共同設立理事會以及執行委員會，並於1968年建立關稅聯盟。
1973年後，英國、丹麥、愛爾蘭、希臘、西班牙和葡萄牙先後加入歐共體。
1986年單一歐洲法用以整合內部市場。歐共體成員國增至12個。歐共體12國間建立起了關稅同盟，統一了外貿政策和農業政策，創立了歐洲貨幣體系，並建立了統一預算和政治合作制度，逐步發展成為歐洲國家經濟、政治利益的代言人。
1991年12月11日，歐共體馬斯特里赫特首腦會議通過了以建立歐洲經濟貨幣聯盟和歐洲政治聯盟為目標的《歐洲聯盟條約》，亦稱《馬斯特里赫特條約》。1993年11月1日“《馬約》正式生效，欧洲经济共同体更名為「欧洲聯盟」。這標誌著歐共體從經濟實體向經濟及政治實體的歐盟過渡。1995年，奧地利、瑞典和芬蘭加入歐盟，使歐盟成員國擴大到15個。1999年元旦起貨幣同盟的歐元便開始運作。
2004年5月1日，波蘭等東歐10國正式成為欧共体的成員國。2004年10月，欧共体25國首腦在意大利首都羅馬簽署了《歐盟憲法條約》。這是歐盟的首部憲法條約。但法國和荷蘭2005年先後在全民公決中否決了《歐憲條約》。2007年1月，羅馬尼亞和保加利亞兩國加入歐盟，歐盟成為一個涵蓋27個國家、總人口超過4.8億、國民生產總值高達12萬億美元的當今世界上經濟實力最強、一體化程度最高的國家聯合體。2007年12月13日，歐盟27個國家的領袖在葡萄牙里斯本簽署《里斯本條約》，該長達210多頁的《條約》會在2009年12月1日起正式實施，為歐盟進一步統合奠定了基礎。《里斯本條約》的前身其實名為《歐盟憲法》，兩法之間差異度，少於百分之四。

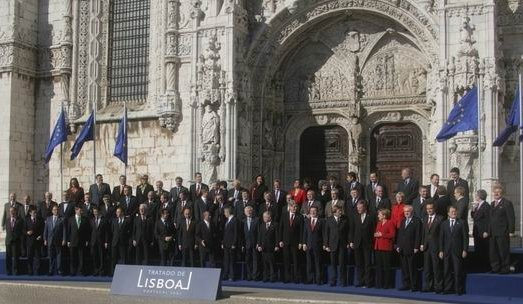
2007年12月13日，27個歐盟各國領袖在聖哲羅姆派修道院內舉行《里斯本條約》簽字儀式。

由1973年到2013年期間歐盟相繼進行了七次擴大步驟：
1. 丹麥、愛爾蘭、英國（1973年）
2. 希臘（1981年）
3. 葡萄牙、西班牙（1986年）
4. 奧地利、芬蘭及瑞典（1995年）
5. 塞浦路斯、馬耳他、匈牙利、波蘭、斯洛伐克、拉脫維亞、愛沙尼亞、立陶宛、捷克、斯洛文尼亞（2004年）
6. 保加利亞、羅馬尼亞（2007年）
7. 克羅地亞（2013年）
8. 北馬其頓（談判當中/2012-2013）
9. 土耳其（談判當中）

## 《條約》確立目的及意義

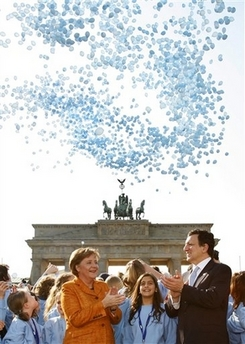
2007年夏天，歐盟委員會主席若泽·曼努埃尔·巴罗佐與德國總理安格拉·默克爾在德國柏林一同進行歐盟成立50週年紀念活動。

歐盟制憲之路並不平坦，2005年法國和荷蘭在全民投票中否決了《歐憲條約》之後，歐盟便一直陷入制憲危機，機構改革議題被迫推遲。《里斯本條約》之最終落實標誌著困擾歐盟多年的制憲危機，終於告一個段落，使歐盟各國在聯合國的國際議題上有強制性的共同決策，以及為到歐盟的機構改革，開創全新局面。
2007年3月歐盟領導人在紀念歐盟成立50週年時，通過了「柏林宣言」，被視為「歐盟憲法條約」簡化版的《里斯本條約》於同年九月正式面世。
歐盟理事會於2007年12月13日簽署之《里斯本條約》，主要目的是：
1. 該《條約》為「修正條約」；取代以往歐盟憲法條約。
2. 《修正條約》重視民主協商、精簡組織內部架構，並且強化以及提高組織本身之決策力，主席可強制要求成員國在聯合國上的投票意向。
3. 確立歐盟的國際法人地位，即是將《歐洲共同體的條約》與《歐盟的條約》兩者結合，拉近歐盟機構與人民之間的距離；尤其是歐盟主席的制度化以及外交代表的設立，將進一步使得歐盟在全球國際事務上決策更具統一及影響力。

按照原定計劃，其《條約》批准程序打算在2008年之內完成；並於2009年1月1日起，在歐洲議會選舉前正式實施。《里斯本條約》將對歐盟機構進行一系列改革，並通過改革表決機制全面提高決策效率。歐盟各國領袖明白到歐盟從15國急速地擴大至27國之後，出現了消化不良，難於適應的現象，故此必須透過改革機構弊端以解決難題。於此同時，克羅地亞有意盡快加入歐盟，不幸的是2003年實施的《尼斯條約》並沒有為此預留空間。《歐憲條約》失敗後，歐盟各國領袖態度就變得更為務實。在2007年6月的峰會上，歐盟各國領袖成功消除了已批准《歐憲條約》國家和未批准《歐憲條約》國家之間的意見爭端，決定剔除新《條約》中的「憲法」字眼，並且放棄了容易讓國民聯想到「超國家」（Superstate）性質的「盟旗」，「盟歌」等等，為《里斯本條約》的誕生，奠定了基本的草案。
此後，政府間會議架構下舉行的談判當中，各成員國均採取了妥協的態度，盡量滿足英國、愛爾蘭、丹麥、波蘭、奧地利及意大利等國的特别要求。這一系列的妥協最終使《里斯本條約》在2007年10月份正式獲得歐盟各國領袖一致批准。《里斯本條約》保留了《歐憲條約》的基本內容，但不一定要經過歐盟各國全民投票表决，從而有效地降低該《條約》被否決的機會。

## 《條約》誕生

歐洲各國對《條約》批准先後順序：藍色為未批准、綠色為已經批准該《條約》。

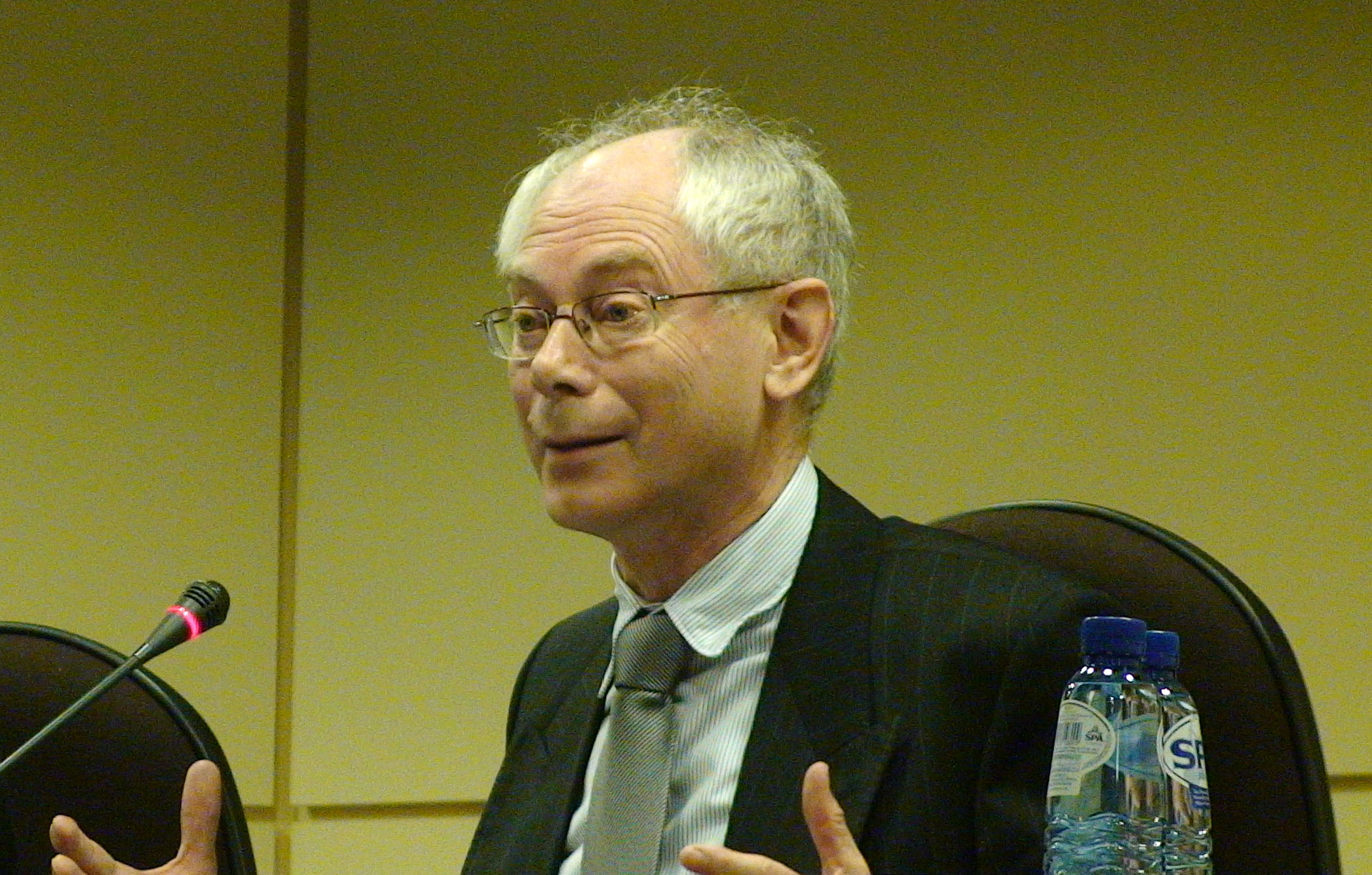
赫爾曼·范龍佩（Herman Van Rompuy）當選為歐盟首位歐洲理事會常任主席。

2007年10月19日凌晨，歐盟非正式首腦會議在葡萄牙首都斯本通過了歐盟新條約《里斯本條約》，從而結束了歐盟長達6年的制憲進程以及取代2005年中遭法國與荷蘭公民投票否決的「歐盟憲法」草案。新《條約》於同年12月13日由歐盟各國首腦在里斯本簽署。在歐盟各成員國批准後，《條約》原定將於2009年1月歐盟選舉前生效。
原定之時間表
- 2007年6月21至23日：歐洲議會在布魯塞爾舉行，為政府間委員會任務。
- 2007年7月23日：在里斯本舉行政府之間會議（IGC），《改革條約》文本。
- 2007年9月7日至8日：舉行外長會議。
- 2007年10月18日至19日：在里斯本舉行歐洲理事會，《改革條約》達成最後協議。
- 2007年12月13日：在里斯本簽署。
- 2009年1月1日：預定生效日期。

然而，2008年愛爾蘭選民否決了《里斯本條約》。因此愛爾蘭再度舉行第二次投票。2009年10月2日，歐盟27個成員國之中唯一就《條約》舉行全民公決的愛爾蘭以超過89%的贊成票，通過了《里斯本條約》。捷克是最後一個簽署該《條約》的歐盟國家。
歐盟輪值主席弗雷德里克·賴因費爾特表示《里斯本條約》於2009年12月1日生效。比利時首相赫爾曼·范龍佩當選為第一任歐盟總統。來自英國的凱瑟琳·阿什頓於2009年11月19日，委任為首位「歐盟外交和安全政策高級代表」；她成為歷史上第一個「歐盟外長」。至於「歐盟理事會總秘書長」（Secrétaire général du Conseil de l'Union européenne; Generalsekretär des Rates der Europäischen Union; Secretary-General of the Council of the European Union）則由皮埃爾·布瓦西厄出任。
歐洲理事會常任主席「歐盟總統」赫爾曼·范龍佩，會於2010年元旦正式上任，任期兩年半，可連任1次。至於歐盟外交和安全政策高級代表「歐盟外長」凱瑟琳·阿什頓任期為5年，日後她會將主持歐盟國家日常的外長會議，協調歐盟外交政策。從政治角度觀點來看，英國與歐盟之間的關係較為疏離，凱瑟琳·阿什頓出任此一重要職位可以讓英國更貼近歐盟運作以及積極參與歐洲其他地區性事務。

### 批准程序概況
國家元首同意代表完成《條約》批准程序，而存放批准書則指的是批准程序的最後一步。國家元首簽署同意書以後才能交存到意大利政府手上。下表顯示歐盟成員國批准之進展：
| 簽署之歐盟成員國 | 結束日期       | 各國議會                                | 贊成       | 反對       | 缺席       | 存放于羅馬的日期 | 參考          |
| --- | -------------- | --------------------------------------- | ---------- | ---------- | ---------- | ---------------- | ------------- |
| 奥地利 | 2008年4月9日   | 奧地利國民議會                          | 151        | 27         | 5          | 2008年5月13日    | [ 9 ]         |
| 奥地利 | 2008年4月24日  | 奧地利聯邦議會                          | 58         | 4          | 0          | 2008年5月13日    | [ 10 ]        |
| 奥地利 | 2008年4月28日  | 總統同意書                              | 已簽署授予 | 已簽署授予 | 已簽署授予 | 2008年5月13日    | [ 11 ]        |
| 比利时 | 2008年3月6日   | 比利時參議院                            | 48         | 8          | 1          | 2008年10月15日   | [ 12 ]        |
| 比利时 | 2008年4月10日  | 比利時議會代表                          | 116        | 11         | 7          | 2008年10月15日   | [ 13 ]        |
| 比利时 | 2008年6月19日  | 比利時皇室御准                          | 已簽署授予 | 已簽署授予 | 已簽署授予 | 2008年10月15日   | [ 14 ]        |
| 比利时 | 2008年5月14日  | 華隆區議會（區域） （社區事務）         | 56         | 2          | 4          | 2008年10月15日   | [ 15 ]        |
| 比利时 | 2008年5月14日  | 華隆區議會（區域） （社區事務）         | 53         | 3          | 2          | 2008年10月15日   | [ 16 ]        |
| 比利时 | 2008年5月19日  | 德語社區議會                            | 22         | 2          | 1          | 2008年10月15日   | [ 17 ]        |
| 比利时 | 2008年5月20日  | 法語社區議會                            | 67         | 0          | 3          | 2008年10月15日   | [ 18 ]        |
| 比利时 | 2008年6月27日  | 布魯塞爾地方議會                        | 65         | 10         | 1          | 2008年10月15日   | [ 19 ]        |
| 比利时 | 2008年6月27日  | 布魯塞爾聯合議會                        | 66         | 10         | 0          | 2008年10月15日   | [ 20 ]        |
| 比利时 | 2008年7月10日  | 佛蘭芒議會（區域） （社區事務）         | 76         | 21         | 2          | 2008年10月15日   | [ 21 ]        |
| 比利时 | 2008年7月10日  | 佛蘭芒議會（區域） （社區事務）         | 78         | 22         | 3          | 2008年10月15日   | [ 21 ]        |
| 比利时 | 2008年7月11日  | 法語區委員會議會                        | 52         | 5          | 0          | 2008年10月15日   | [ 22 ]        |
| 保加利亚 | 2008年3月21日  | 保加利亞國民議會                        | 195        | 15         | 30         | 2008年4月28日    | [ 23 ]        |
| 賽普勒斯 | 2008年7月3日   | 塞浦路斯眾議院                          | 31         | 17         | 1          | 2008年8月26日    | [ 24 ]        |
| 賽普勒斯 | 2008年7月19日  | 總統同意書                              | 已簽署授予 | 已簽署授予 | 已簽署授予 | 2008年8月26日    | [ 25 ]        |
| 捷克 | 2009年2月18日  | 捷克眾議院                              | 125        | 61         | 11         | 2009年11月13日   | [ 26 ] [ 27 ] |
| 捷克 | 2009年5月6日   | 捷克參議院                              | 54         | 20         | 5          | 2009年11月13日   | [ 28 ]        |
| 捷克 | 2009年11月3日  | 總統同意書                              | 已簽署授予 | 已簽署授予 | 已簽署授予 | 2009年11月13日   | [ 29 ] [ 30 ] |
| 丹麦 | 2008年4月24日  | 丹麥議會                                | 90         | 25         | 0          | 2008年5月29日    | [ 31 ]        |
| 丹麦 | 2008年4月30日  | 丹麥皇室御准                            | 已簽署授予 | 已簽署授予 | 已簽署授予 | 2008年5月29日    | [ 32 ]        |
| 爱沙尼亚 | 2008年6月11日  | 愛沙尼亞國會                            | 91         | 1          | 9          | 2008年9月23日    | [ 33 ]        |
| 爱沙尼亚 | 2008年6月19日  | 總統同意書                              | 已簽署授予 | 已簽署授予 | 已簽署授予 | 2008年9月23日    | [ 34 ]        |
| 芬兰 | 2008年6月11日  | 芬蘭國會                                | 151        | 27         | 21         | 2008年9月30日    | [ 35 ]        |
| 芬兰 | 2008年9月12日  | 總統同意書                              | 已簽署授予 | 已簽署授予 | 已簽署授予 | 2008年9月30日    | [ 36 ]        |
| 法國 | 2008年2月7日   | 法國國民議會                            | 336        | 52         | 22         | 2008年2月14日    | [ 37 ]        |
| 法國 | 2008年2月7日   | 法國參議院                              | 265        | 42         | 13         | 2008年2月14日    | [ 38 ]        |
| 法國 | 2008年2月13日  | 總統同意書                              | 已簽署授予 | 已簽署授予 | 已簽署授予 | 2008年2月14日    | [ 39 ]        |
| 德国 | 2008年4月24日  | 德國聯邦議院                            | 515        | 58         | 1          | 2009年9月25日    | [ 40 ] [ 41 ] |
| 德国 | 2008年5月23日  | 德國聯邦參議院                          | 65         | 0          | 4          | 2009年9月25日    | [ 42 ] [ 43 ] |
| 德国 | 2008年10月8日  | 總統同意書                              | 已簽署授予 | 已簽署授予 | 已簽署授予 | 2009年9月25日    | [ 44 ] [ 45 ] |
| 希腊 | 2008年6月11日  | 希臘國會                                | 250        | 42         | 8          | 2008年8月12日    | [ 46 ]        |
| 匈牙利 | 2007年12月17日 | 匈牙利國民議會                          | 325        | 5          | 14         | 2008年2月6日     |               |
| 匈牙利 | 2007年12月20日 | 總統同意書                              | 已簽署授予 | 已簽署授予 | 已簽署授予 | 2008年2月6日     | [ 47 ]        |
| 爱尔兰 | 2008年4月29日  | 愛爾蘭國會（第1次全民投票草案）         | 通過       | 通過       | 通過       | 2009年10月23日   | [ 48 ]        |
| 爱尔兰 | 2008年5月9日   | 愛爾蘭參議院（第1次全民投票草案）       | 通過       | 通過       | 通過       | 2009年10月23日   | [ 48 ]        |
| 爱尔兰 | 2008年6月12日  | 第28次愛爾蘭憲法修訂草案第1次全民投票*  | 47%        | 53%        | N/A        | 2009年10月23日   | [ 48 ]        |
| 爱尔兰 | 2009年7月8日   | 愛爾蘭國會（第2次全民投票草案）         | 通過       | 通過       | 通過       | 2009年10月23日   | [ 49 ]        |
| 爱尔兰 | 2009年7月8日   | 愛爾蘭參議院（第2次全民投票草案）       | 通過       | 通過       | 通過       | 2009年10月23日   | [ 49 ]        |
| 爱尔兰 | 2009年10月2日  | 第28次愛爾蘭憲法修訂草案第2次全民投票** | 67%        | 33%        | N/A        | 2009年10月23日   | [ 50 ]        |
| 爱尔兰 | 2009年10月16日 | 總統同意書                              | 已簽署授予 | 已簽署授予 | 已簽署授予 | 2009年10月23日   | [ 51 ]        |
| 爱尔兰 | 2009年10月21日 | 愛爾蘭國會（章程法案）                  | 通過       | 通過       | 通過       | 2009年10月23日   | [ 52 ]        |
| 爱尔兰 | 2009年10月22日 | 愛爾蘭參議院（章程法案）                | 通過       | 通過       | 通過       | 2009年10月23日   | [ 52 ]        |
| 爱尔兰 | 2009年10月23日 | 總統同意書                              | 已簽署授予 | 已簽署授予 | 已簽署授予 | 2009年10月23日   | [ 53 ]        |
| 義大利 | 2008年7月23日  | 意大利共和國參議院                      | 286        | 0          | 0          | 2008年8月8日     | [ 54 ]        |
| 義大利 | 2008年7月31日  | 意大利眾議院                            | 551        | 0          | 0          | 2008年8月8日     | [ 55 ]        |
| 義大利 | 2008年7月2日   | 總統同意書                              | 已簽署授予 | 已簽署授予 | 已簽署授予 | 2008年8月8日     | [ 56 ]        |
| 拉脫維亞 | 2008年5月8日   | 拉脫維亞國會                            | 70         | 3          | 1          | 2008年6月16日    | [ 57 ]        |
| 拉脫維亞 | 2008年5月28日  | 總統同意書                              | 已簽署授予 | 已簽署授予 | 已簽署授予 | 2008年6月16日    |               |
| 立陶宛 | 2008年5月8日   | 立陶宛國會                              | 83         | 5          | 23         | 2008年8月26日    | [ 58 ]        |
| 立陶宛 | 2008年5月14日  | 總統同意書                              | 已簽署授予 | 已簽署授予 | 已簽署授予 | 2008年8月26日    | [ 59 ]        |
| 盧森堡 | 2008年5月29日  | 盧森堡議院                              | 47         | 1          | 3          | 2008年7月21日    | [ 60 ]        |
| 盧森堡 | 2008年7月3日   | 公爵御准                                | 已簽署授予 | 已簽署授予 | 已簽署授予 | 2008年7月21日    | [ 61 ]        |
| 馬爾他 | 2008年1月29日  | 馬耳他眾議院                            | 65         | 0          | 0          | 2008年2月6日     | [ 62 ]        |
| 馬爾他 | 2008年2月5日   | 總統同意書                              | 已簽署授予 | 已簽署授予 | 已簽署授予 | 2008年2月6日     | [ 63 ]        |
| 荷蘭 | 2008年6月5日   | 荷蘭下議院                              | 111        | 39         | 0          | 2008年9月11日    | [ 64 ]        |
| 荷蘭 | 2008年7月8日   | 荷蘭上議院                              | 60         | 15         | 0          | 2008年9月11日    | [ 65 ]        |
| 荷蘭 | 2008年7月10日  | 荷蘭皇室御准                            | 已簽署授予 | 已簽署授予 | 已簽署授予 | 2008年9月11日    | [ 66 ]        |
| 波蘭 | 2008年4月1日   | 波蘭眾議院                              | 384        | 56         | 12         | 2009年10月12日   | [ 67 ]        |
| 波蘭 | 2008年4月2日   | 波蘭參議院                              | 74         | 17         | 6          | 2009年10月12日   | [ 68 ]        |
| 波蘭 | 2009年10月10日 | 總統同意書                              | 已簽署授予 | 已簽署授予 | 已簽署授予 | 2009年10月12日   | [ 69 ] [ 70 ] |
| 葡萄牙 | 2008年4月23日  | 葡萄牙共和國議會                        | 208        | 21         | 0          | 2008年7月17日    | [ 71 ]        |
| 葡萄牙 | 2008年5月9日   | 總統同意書                              | 已簽署授予 | 已簽署授予 | 已簽署授予 | 2008年7月17日    | [ 72 ]        |
| 羅馬尼亞 | 2008年2月4日   | 羅馬尼亞國會                            | 387        | 1          | 1          | 2008年3月11日    | [ 73 ] [ 74 ] |
| 羅馬尼亞 | 2008年2月7日   | 總統同意書                              | 已簽署授予 | 已簽署授予 | 已簽署授予 | 2008年3月11日    | [ 75 ]        |
| 斯洛伐克 | 2008年4月10日  | 斯洛伐克共和國國民議會                  | 103        | 5          | 1          | 2008年6月24日    | [ 76 ] [ 77 ] |
| 斯洛伐克 | 2008年5月12日  | 總統同意書                              | 已簽署授予 | 已簽署授予 | 已簽署授予 | 2008年6月24日    | [ 78 ]        |
| 斯洛維尼亞 | 2008年1月29日  | 斯洛文尼亞國民議會                      | 74         | 6          | 0          | 2008年4月24日    | [ 79 ]        |
| 斯洛維尼亞 | 2008年2月7日   | 總統同意書                              | 已簽署授予 | 已簽署授予 | 已簽署授予 | 2008年4月24日    |               |
| 西班牙 | 2008年6月26日  | 西班牙國民代表大會                      | 322        | 6          | 2          | 2008年10月8日    | [ 80 ]        |
| 西班牙 | 2008年7月15日  | 西班牙上議院                            | 232        | 6          | 2          | 2008年10月8日    | [ 81 ]        |
| 西班牙 | 2008年7月30日  | 西班牙皇室御准                          | 已簽署授予 | 已簽署授予 | 已簽署授予 | 2008年10月8日    | [ 82 ]        |
| 瑞典 | 2008年11月20日 | 瑞典國會                                | 243        | 39         | 13         | 2008年12月10日   | [ 83 ] [ 84 ] |
| 英国 | 2008年3月11日  | 英國下議院                              | 346        | 206        | 81         | 2008年7月16日    | [ 85 ]        |
| 英国 | 2008年6月18日  | 英國上議院                              | 通過       | 通過       | 通過       | 2008年7月16日    | [ 86 ] [ 87 ] |
| 英国 | 2008年6月19日  | 英國皇室御准                            | 已簽署授予 | 已簽署授予 | 已簽署授予 | 2008年7月16日    | [ 88 ] [ 89 ] |
| *選民出席總數：1,621,037人（佔53.13%）; 6,171張（佔0.4%）廢票; 752,451人;（佔46.4%）投贊成票, 862,415人（佔53.2%）投反對票。 |                |                                         |            |            |            |                  |               |
| **選民出席總數：1,816,098人（佔59.0%）; 7,224張（佔0.4%）廢票; 1,214,268人（佔67.1 %）投贊成票, 594,606（32.9 %）投反對票。  |                |                                         |            |            |            |                  |               |

### 諮詢性投票
歐洲議會以及歐盟成員國特別屬地亦會對該《條約》進行表決。鑑於該特別屬地，可以根據其本地法律來考慮該《條約》是否能夠採納。即使該特別屬地對《里斯本條約》投下反對票，表決結果亦不會影響到歐盟整體《條約》批准進程及《條約》之落實。
| 屬地 / 組織 | 結束日期       | 議會         | 贊成 | 反對 | 缺席 | 參考                 |
| ----------- | -------------- | ------------ | ---- | ---- | ---- | -------------------- |
| 歐洲議會    | 2008年2月20日  | 歐洲議會     | 525  | 115  | 29   | [ 90 ] [ 91 ]        |
| 奥兰        | 2009年11月25日 | 奧蘭群島議會 | 24   | 6    | 0    | [ 92 ] [ 93 ] [ 94 ] |

## 條約結構
- 第一部分：7個條款
  - 條款一：共61條，修改歐盟條約
  - 條款二：共295條，修改歐洲共同體條約
    - A項：共9條，把歐洲共同體條約更名
    - B項：共286條，逐一修改歐盟運作條約的內容

  - 條款三~七：最後條款，規定效期與生效日期
- 第二部分：13個議定書
  - A項：11個附屬於歐盟條約和歐盟運作條約的議定
  - B項：2個附屬於里斯本條約的議定書
- 第三部分：65項聲明
  - 第一類：針對條約本文的43項共同聲明
  - 第二類：針對議定書的7項共同聲明
  - 第三類：15項個別國家声明
- 第四部分：3個附件
  - 第一號：關於歐洲中央銀行組織章程等之新舊序號
  - 第二號：關於歐盟條約和歐盟運作條約的新舊序號
  - 第三號：針對歐洲原子能共同體條約的修改

## 《條約》主要內容及改革部分
| 會員國     | 2007年 | 2009年 | 里斯本條約 |
| ---------- | ------ | ------ | ---------- |
| 德国       | 99席   | 99席   | 96席       |
| 法國       | 78席   | 72席   | 74席       |
| 義大利     | 78席   | 72席   | 73席       |
| 英国       | 78席   | 72席   | 73席       |
| 西班牙     | 54席   | 50席   | 54席       |
| 波蘭       | 54席   | 50席   | 51席       |
| 羅馬尼亞   | 35席   | 33席   | 33席       |
| 荷蘭       | 27席   | 25席   | 26席       |
| 比利时     | 24席   | 22席   | 22席       |
| 捷克       | 24席   | 22席   | 22席       |
| 希腊       | 24席   | 22席   | 22席       |
| 匈牙利     | 24席   | 22席   | 22席       |
| 葡萄牙     | 24席   | 22席   | 22席       |
| 瑞典       | 19席   | 18席   | 20席       |
| 奥地利     | 18席   | 17席   | 19席       |
| 保加利亚   | 18席   | 17席   | 18席       |
| 芬兰       | 14席   | 13席   | 13席       |
| 丹麦       | 14席   | 13席   | 13席       |
| 斯洛伐克   | 14席   | 13席   | 13席       |
| 愛爾蘭     | 13席   | 12席   | 12席       |
| 立陶宛     | 13席   | 12席   | 12席       |
| 拉脫維亞   | 9席    | 8席    | 9席        |
| 斯洛維尼亞 | 7席    | 7席    | 8席        |
| 賽普勒斯   | 6席    | 6席    | 6席        |
| 爱沙尼亚   | 6席    | 6席    | 6席        |
| 盧森堡     | 6席    | 6席    | 6席        |
| 馬爾他     | 5席    | 5席    | 6席        |
| 總計：     | 785席  | 736席  | 751席      |

為了進一步提升歐盟内部決策過程效率及促使組織架構更符合民主，歐盟理事會於2001年12月決議召集「制憲會議」。2004年6月歐盟領袖高峰會同意「歐洲憲法」草案內容，繼而交由會員國完成其立法程序。但草案卻在2005年先後遭法國與荷蘭公投中否決，從此歐盟不得不進入近3年的反省期。
- （一）修正要點

1. 刪除原有歐洲憲法草案内容若干之重點。包括：放棄「憲法」用字、不出現「外交部長」頭銜、取消象徵歐盟統一的國旗及國歌。

- （二）改革內容

1. 設立欧洲理事會主席職位，修改目前每半年輪換一次的歐盟主席國輪替機制。主席任期2年半，可以連任。
2. 將目前的歐盟外交和安全政策高級代表和歐盟委員會外交委員這兩個職權交叉的職務合併，設立「歐盟外交和安全政策高級代表」一職，全面負責歐盟對外政策。
3. 將更多政策領域劃歸到以「有效多數表決制」決策的範圍，以簡化決策過程。司法、內政等敏感領域的一些政策也將以「有效多數制」表決，成員國不可以「一票否決」。但在稅收、社會保障、外交和防務等事關成員國主權的領域，仍採取「一致通過」原則。
4. 各成員國在「有效多數表決制」下的加權票數重新調整，2014年至2017年之間逐步實行。
5. 以「雙重多數表決制」取代目前的「有效多數表決制」，即有關決議必須至少獲得55%的成員國和65%的歐盟人口的贊同，才算通過。新表決制將在2014年開始實施，到2017年之前的3年為過渡期。
6. 從2014年起，歐盟委員會的委員人數將從27名減至18名，委員會主席的作用將加強。
7. 歐洲議會的權力將增強。此外，議會的議席數將從目前的785席減至568席，一些國家所佔議席數將根據其人口數量作出調整。「見右表」
8. 成員國議會將在歐盟決策過程中發揮更大作用。例如，如果一項歐盟立法草案遭到三分之一成員國議會的反對，將返回歐盟委員會重新考慮。
9. 新《條約》將確認《歐盟基本權利憲章》對各成員國的法律約束力。但英國和波蘭獲得部分豁免，以免其國內的一些法律與憲章有抵觸。
10. 加強反恐合作並共同致力改善全球暖化與能源等問題。

《條約》之中新設的「欧洲理事会主席」與「歐盟委員會主席」、「歐盟外交和安全政策高級代表」的職責分工並不完全清楚明確，三人之間能否配合則有待觀察。除此之外，「歐盟委員會專員」人數減少之後，各成員國之間怎樣分配委員名額也沒有最後定斷。由於新的「雙重多數表決制」牽涉到每國國家人口數量，故各成員國如何界定各自人口總數也將成為新的問題。

### 歐洲議會（監督機構）

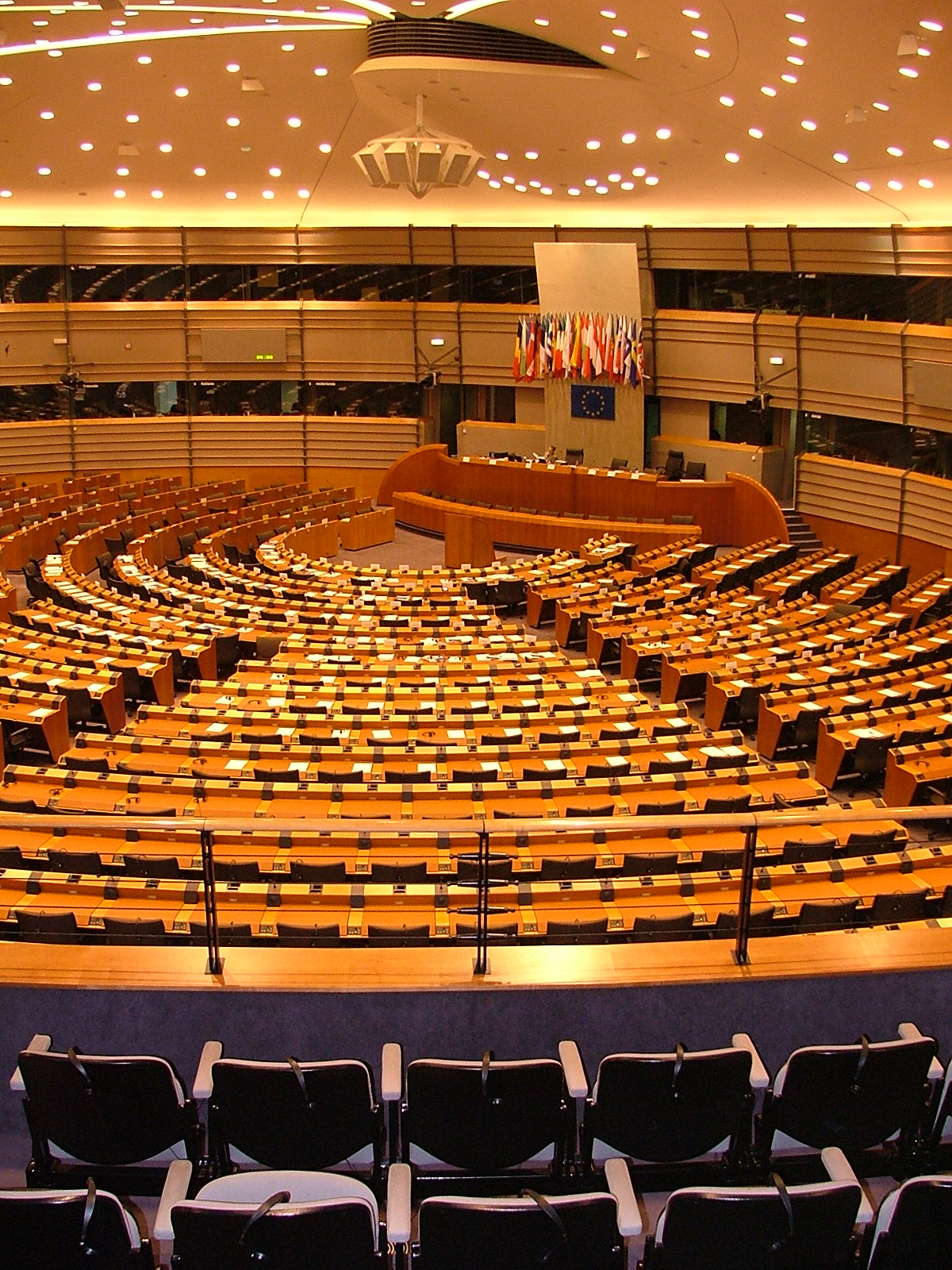
布魯塞爾歐洲議會議事廳

歐洲議會（European Parliament）是歐盟唯一的一個直選議會機構。但是與一般意義上的議會相比，歐洲議會擁有的職能卻少了很多。它主要是考察歐盟成員國的人權狀況、監獄虐待與酷刑事件等。歐洲議會的主要任務是討論人權問題和派遣人權觀察委員會，如對被揭露的警署或監獄虐待和酷刑事件進行調查，或者提醒一個國家和公眾輿論對種族主義或排外思潮提高警惕。雖然歐盟的兩個行政機關歐盟委員會和歐洲理事會都設在比利時布魯塞爾，《阿姆斯特丹條約》卻規定歐洲議會每月必須在法國斯特拉斯堡召開一次會議。但實際上，幾乎所有的立法準備工作和議會委員會會議都在布魯塞爾舉行。議會每月只在斯特拉斯堡開4日會，舉行常規會議和最終的投票工作，其他所有會議都在布魯塞爾舉行。
在《里斯本條約》之下，基於歐洲議會要和歐盟理事會，以「共同決定」（codecision）程序的方法，擴大到新領域等政策的問題上，歐洲議會將會增加其一般立法權（ordinary legislative procedure）的權力。「特殊立法程序」（special legislative procedures）即是；歐盟理事會以及歐洲議會雙方都要「互相同意」之下，才可以通過其整個立法。
不過，在少數情況之下，舊的「協商程序」（consultation procedure）還是適用；欧盟理事会只需在对委员会提案进行表决之前咨询欧洲议会即可。在此情况下，理事会就不受议会立场的约束，而只受咨询议会的义务约束。尽管如此，如果歐盟理事會拟表決的法案，与欧盟委员会的最初提案差别过大，则仍需要再次咨询议会。
歐盟委員會提出每一個「歐盟預算案」（Budget of the European Union），都要必須直接提交至歐洲議會進行表決。
《里斯本條約》將會改變對各成員國在議會議席的分配。該《條約》賦予歐盟理事會權力，就議會的初步建議及其同意之下，採取一致行動，來確定議會當中各成員國的議席數目。此外，該《條約》亦有規定，歐洲議會議員的人數比例跟各成員國的公民人數進行「表面相關性」的比例（digressive proportion）分配。就決定怎樣分配議會議席有關的草案，其實已經附於《條約》之內，《里斯本條約》是沿用了當時2009年歐洲議會選舉的分配形式。
除議會主席之外，歐洲議會將會限制其議席數目，為750席。該《條約》將減少最多的歐洲議會議員代表數目；即是從99個減少至96個議席（影響到大國，例如德國）。另外，又提高最低議員代表數目；從5個增加至6個議席（影響到一些小國例如：愛沙尼亞，塞浦路斯，盧森堡和馬耳他）。

### 歐洲理事會（最高決策機構）
| 會員國     | 尼斯條約 | 尼斯條約 | 里斯本條約 | 里斯本條約 |
| 會員國     | 票數     | 佔（%）  | 人口       | 佔（%）    |
| ---------- | -------- | -------- | ---------- | ---------- |
| 德国       | 29       | 8.4%     | 8.2千萬    | 16.5%      |
| 法國       | 29       | 8.4%     | 6.4千萬    | 12.9%      |
| 英国       | 29       | 8.4%     | 6.2千萬    | 12.4%      |
| 義大利     | 29       | 8.4%     | 6.0千萬    | 12.0%      |
| 西班牙     | 27       | 7.8%     | 4.5千萬    | 9.0%       |
| 波蘭       | 27       | 7.8%     | 3.8千萬    | 7.6%       |
| 羅馬尼亞   | 14       | 4.1%     | 2.1千萬    | 4.3%       |
| 荷蘭       | 13       | 3.8%     | 1.7千萬    | 3.3%       |
| 希腊       | 12       | 3.5%     | 1.1千萬    | 2.2%       |
| 葡萄牙     | 12       | 3.5%     | 1.1千萬    | 2.1%       |
| 比利时     | 12       | 3.5%     | 1.1千萬    | 2.1%       |
| 捷克       | 12       | 3.5%     | 1.0千萬    | 2.1%       |
| 匈牙利     | 12       | 3.5%     | 1.0千萬    | 2.0%       |
| 瑞典       | 10       | 2.9%     | 9.2百萬    | 1.9%       |
| 奥地利     | 10       | 2.9%     | 8.3百萬    | 1.7%       |
| 保加利亚   | 10       | 2.9%     | 7.6百萬    | 1.5%       |
| 丹麦       | 7        | 2.0%     | 5.5百萬    | 1.1%       |
| 斯洛伐克   | 7        | 2.0%     | 5.4百萬    | 1.1%       |
| 芬兰       | 7        | 2.0%     | 5.3百萬    | 1.1%       |
| 愛爾蘭     | 7        | 2.0%     | 4.5百萬    | 0.9%       |
| 立陶宛     | 7        | 2.0%     | 3.3百萬    | 0.7%       |
| 拉脫維亞   | 4        | 1.2%     | 2.2百萬    | 0.5%       |
| 斯洛維尼亞 | 4        | 1.2%     | 2.0百萬    | 0.4%       |
| 爱沙尼亚   | 4        | 1.2%     | 1.3百萬    | 0.3%       |
| 賽普勒斯   | 4        | 1.2%     | 87萬       | 0.2%       |
| 盧森堡     | 4        | 1.2%     | 49萬       | 0.1%       |
| 馬爾他     | 3        | 0.9%     | 41萬       | 0.1%       |
| 總數       | 345      | 100%     | 4.98億     | 100%       |
| 所需多數   | 255      | 74%      | 3.24億     | 65%        |

歐洲理事會（European Council）別稱「歐盟首腦會議」、「歐盟高峰會」或「歐洲高峰會」，是由歐盟27個成員國的「國家元首」或「政府首腦」與歐盟委員會主席共同參加的首腦會議。它是歐盟事實上的最高決策機構、卻不列入歐盟機構序列當中。在《里斯本條約》之下，歐洲理事會將正式獲得歐盟機構的地位，跟歐盟理事會分開。歐洲理事會將繼續由國家元首或聯盟中的成員國政府以及歐盟委員會主席一起主持。歐洲理事會主席將會在該會議當中的多數票支持出任，任期為兩年半。主席任期可以連任一次，亦同樣可以利用多數票表決程序，要求該主席離任。跟歐盟委員會主席不同，委任歐洲理事會主席跟歐洲議會的組成結構本身無關。歐洲理事會主席的工作主要將是行政，這基於主席將負責協調理事會的工作，舉辦會議，為每次歐洲議會會議報告其活動。歐洲理事會主席亦將派遣歐盟的對外代表。
根據《里斯本條約》，歐洲理事會將對警察和司法的規劃，外交政策和憲法問題，擁有更大的發言權，其中包括：歐盟委員會及歐洲議會的組成；有關輪值主席的事項，中止成員權利；改變《條約》内的銜接條款表決系統，以及對有關提名歐盟委員會主席以及歐盟外交和安全政策高級代表的事情上。在緊急情況下，一個國家可利用「打破常規程序」，把歐盟部長理事會通過一些有爭議性的法律，直接遞交至歐洲理事會决定。

### 歐盟理事會（部長會議）（決策機構）
歐盟理事會（Council of the European Union）俗稱「歐盟部長理事會」，在歐盟官方內部也簡稱「理事會」。歐盟理事會在沒有特殊情況下，通常在比利時首都布魯塞爾召開。《里斯本條約》讓歐盟理事會部長會議（Council of Ministers）內的每一個政策範疇，擴大其使用「資格多數表決制」（qualified majority voting QMV），以代替其「一致表決制」（unanimity）程序。達成多數表決的要求，是要有至少百份之五十五的成員國；而當中有代表百份之六十的歐盟公民，才可以投贊成票提案。當部長會議不能就有關的委員會提案採取行動的時候，則會員國須要增加到至少有百份之七十二才能滿足多數表決程序要求，不過人口的規定卻可以保持不變。若要阻止立法，至少要有4個國家（佔35％以上的歐盟人口）反對該提案。衡量每一個國家的投票權是基於人口，而不是基於選票。（例如好像以往根據《尼斯條約》的一般做法）「見右表」
目前《尼斯條約》的投票規則；即包括大多數國家（50％/ 67％），投票權比例（74％）和人口（62％），將繼續有效至2014年。2014年至2017年的過渡階段將採取新的做法，即是採用新的多數表決規則。成員國中若果仍然願意的話，則可以繼續使用原來的《尼斯條約》的投票權比例方法。此外，從2014年起，1994年「約阿尼納妥協法」（Ioannina Compromise）新版本，將會生效。這使一些歐盟國家內部分的少數人士，得以要求重新審查他們不滿意的歐盟決定。
該《條約》指令，部長理事會的立法會議程序；包括辯論和表決在內，將或透過電視，公開舉行。
理事會部長會議內，將有3個會員國，擔任34個月的輪值主席。其宗旨是提供更多的連續性。3個逐次形式擔任的主席位置，形成了「三主席」格局，他們之間將會用超過1年半時間共同工作。唯一的例外，就是理事會的外交事務配置上，將會由新設立的職位：歐盟外交和安全政策高級代表所擔任。2009年《里斯本條約》生效之後，理事會主席由每半年一任，改為經由選舉產生的職位，任期二年半，可連任一次。

### 歐盟委員會（執行機構）
歐洲共同體委員會（Commission of the European Communities）易名為「歐洲聯盟委員會」（European Commission）。
歐盟委員會是歐盟政治體系的執行機構，負責貫徹執行歐盟理事會和歐洲議會的決策。此外，歐盟委員會可以通過行使其主動權就法律規定、政策措施和項目提出建議。歐盟委員會是一個獨立於成員國的超國家機構，其委員效力於整個歐盟而不是各自的成員國。
根據《里斯本條約》規定，從2014年起，歐盟委員會的規模，从原先的一個專員代表一個成員國（例如，假设欧盟有27个成员国，那么欧盟委员会由27个人组成），變成為由三分之二成員國數目的人数组成（例如，假设欧盟有27个成员国，那么欧盟委员会由18个人组成）。這將結束了自1957年以來，任何時候起碼一個專員代表一個成員國的安排。不過，該《條約》是有規定，歐洲理事會可以利用全體會議成員一致決定方式，來改變這種安排。愛爾蘭第一次全民公決之後，歐洲理事會於2008年12月決定，從《條約》生效起，恢復原來的一個專員代表一個會員國的形式。擔任歐盟外交和安全政策高級代表者一般為当时的歐盟委員會的副主席（Vice-President of the Commission）。

### 欧洲中央銀行（財政機構）

歐元標誌

歐洲央行作為歐盟機構，得到官方地位。歐元成為歐盟的法定貨幣，同時不會影響非歐元區以及退出該《條約》的國家。
歐盟還設有審計院、經濟和社會委員會、歐洲投資銀行等機構。

### 歐洲聯盟法院（仲裁機構）
《里斯本條約》改組了歐盟的法院體系，設置負責初審的「普通法院」（General Court），與負責終審的「歐洲法院」（European Court of Justice，即《里斯本條約》之前的「歐洲共同體法院」（Court of Justice of the European Communities）；此外也允許設立專門法庭，不過目前只有歐盟公務員法庭。這些法院體系總稱為「歐洲聯盟法院」。
如案件涉及羈押某一個人，新的「緊急」程序將會提交至預先的參考系統，以便盡可能以“最低限度的延期”就可以送該名人士到法院過堂聆訊。
雖然歐洲法院將會有權對一些有關制裁措施的外交政策，採取司法复核，但基本上，外交政策問題將會繼續在歐洲法院的管轄範圍之外。不過，歐洲法院還是具有對自由，安全和司法範圍（Area of Freedom, Security and Justice ASFJ）內但又不涉及到治安與刑事合作（Policing and Criminal Co-operation）的一切事項，擁有管轄權。

### 歐洲聯盟基本權利憲章

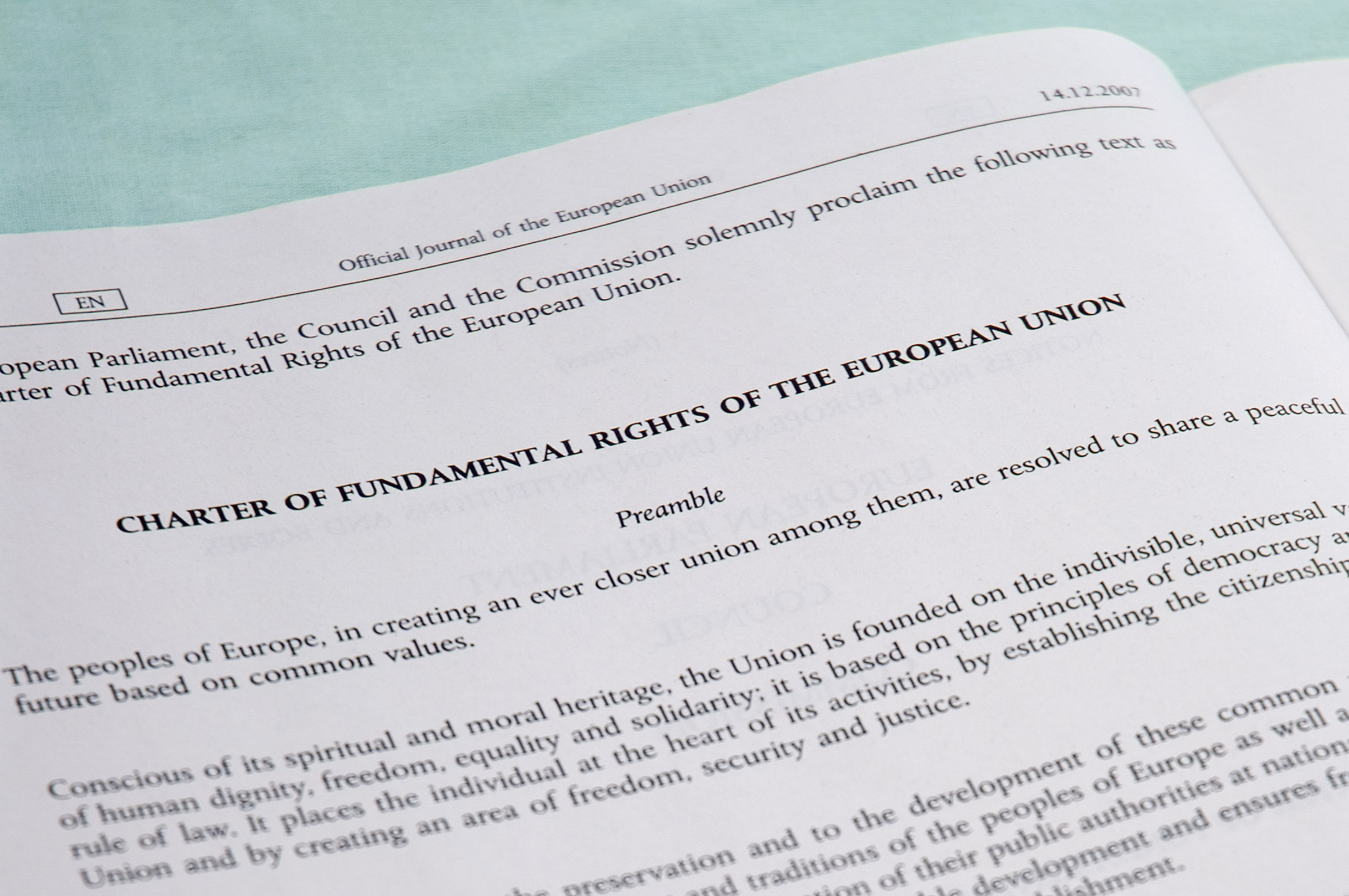
《權利憲章》提倡例如廢除死刑和禁止優生學。

共有55條條款的《基本權利憲章》，羅列出作為歐盟公民所具有的政治，社會以及經濟等權利。其目的是為了確保歐洲聯盟的條例和指示，不會違反經原有歐盟成員國批准過的歐洲人權公約（而歐盟作為一個整體，也簽署了《歐洲人權公約》）。該《歐洲聯盟基本權利憲章》（原先為被法荷兩國否決的歐盟憲法）被併入了《里斯本條約》，並且具有法律約束力。
作為一個在歐盟使用「普通法」制度（Common Law legal system）以及「不成文憲法」（uncodified Constitution）的國家 -- 英國；反對該《憲章》高於「國內法」（domestic law），或該《憲章》對英國國內法律具有任何法律約束力而選擇退出（opt-out）該《憲章》。波蘭，捷克（部分）亦都加入其附加協議（attached protocol）退出該《憲章》。
《歐洲聯盟條約》第6條已提升了該《憲章》之法律地位，以便跟《歐洲聯盟條約》和《歐洲聯盟運作條約》擁有有同等的法律效力。

### 《里斯本條約》的運作
作為“修正條約”，《里斯本條約》並不是為了被理解為一個獨立的文本。它包括修正若干條約如《歐洲聯盟》以及《建立歐洲共同體》等條約，而在這個修正過程中，後者更名為《歐洲聯盟運作條約》。經《里斯本條約》改革以往歐盟條約之後，《歐洲聯盟基本權利憲章》將會完全併入《里斯本條約》之內，並且具有法律約束力。
- 《條約》改革前“两個”具有法律約束力的部分（2009年12月1日前）：
  - 《建立歐洲共同體條約》（Treaty establishing the European Community）
  - 《歐洲聯盟條約》
- 《條約》改革後“三個”具有法律約束力的部分（2009年12月1日起及之後）：
  - 《歐洲聯盟運作條約》（Treaty on the Functioning of the European Union）
  - 《歐洲聯盟條約》
  - 《歐洲聯盟基本權利憲章》

一個《里斯本條約》典型的修正例子：
|  | 第七條應修正如下： （一）在整個條款中，“贊成（assent）”應改為“允諾（consent）”。提到違背“第6條（1）原則（principle）”應改 為提到違背“第2條價值（value）”等字以及“條約（Treaty -- 單數）”應改為“條約（Treaties -- 眾數）。 |

委員會發表了一份綜合文本，表明《里斯本條約》為修訂以前歐盟若干條約的新《條約》。

### 外交和安全政策

#### 联盟外交与安全政策高级代表
為了確保歐盟外交政策具有更大的協調和一致性，《里斯本條約》創立了联盟外交与安全政策高级代表，以取代共同外交及安全政策高級代表及對外關係和歐洲鄰國政策歐盟委員會專員兩個職位。
联盟外交与安全政策高级代表有權主導國防和安全任務。《里斯本條約》也稱呼此職為歐盟外交首席官。歐盟外交和安全政策高級代表根據《里斯本條約》13a-III條款規定，負責歐盟對外行動服務（European External Action Service）；實際即歐盟外交部或外交使團（Foreign Office or Diplomatic Corps for the Union）。

#### 相互協助
根據《里斯本條約》，如果任何會員國受到恐怖襲擊，或受到自然或者人為等災害，會員國應予以協助。此外，一些《條約》之内的條款已被修訂：包括在歐盟範圍內的能源供應問題和修訂能源政策等事務。

#### 共同防禦展望
《條約》預見到，歐洲理事會能夠強制形成共同防禦協議。

### 法人和鞏固支柱
根據以往的條約，歐盟擁有一個八大法律系統支柱；而其中只有歐洲共同體支柱才有自己的法人地位。《里斯本條約》生效之後，該三大法律系統將會被取消，取而代之只有歐盟才具有法人資格。《里斯本條約》生效後，歐盟會根據《條約》規定，取代和繼承「歐洲共同體」。因此，現有的歐盟機構，將移除共同體的名稱。

### 明確定義出政策範圍
在《里斯本條約》之中，聯盟與成員國之間的權限都有明確的不同分配範疇，大概分為以下三個類別：
| 專屬權限 一切在聯盟之內的任何立法行為，都賦予聯盟的專屬權限以便作出指示以及締結國際協定 - 關稅聯盟 - 為內部市場功能運作建立競爭規則 - 貨幣政策-只限于使用歐元為貨幣之成員國 - 在共同漁業政策下保護海洋生物資源 - 普通商業（貿易）政策 | 共享權限 成員國不能在聯盟已經完成以下之項目內行使職權 - 內部市場 - 社會政策，即是由本《條約》之內所訂下的某方面 - 經濟，社會和領土凝聚力 - 農業和漁業，不包括保護海洋生物資源 - 環境 - 消費者保護 - 交通運輸 - 跨歐洲網絡 - 能源 - 地區內之自由，保安和司法 - 共同安全關注之下的公共衛生問題，即是由本《條約》之內所訂下的某方面 | 提供支持之權限 聯盟可以進行一切行動以支持協調或補充成員國的行動 - 保護和改善人類健康 - 工業 - 文化 - 旅遊 - 教育，青年事務，體育和職業培訓 - 民事保護（防災） - 行政合作 |

## 时间线
| 圖例： 事實上繼承 框架： 事實上的內部框架 外部框架 | 圖例： 事實上繼承 框架： 事實上的內部框架 外部框架 | 圖例： 事實上繼承 框架： 事實上的內部框架 外部框架 |                               |                          |                                |                                |                         |                                                |                                                |                                                |                                                |                                                | 歐洲聯盟（歐盟）                               | 歐洲聯盟（歐盟） | 歐洲聯盟（歐盟） | 歐洲聯盟（歐盟） |            |            |
| 圖例： 事實上繼承 框架： 事實上的內部框架 外部框架 | 圖例： 事實上繼承 框架： 事實上的內部框架 外部框架 | 圖例： 事實上繼承 框架： 事實上的內部框架 外部框架 | 歐洲各共同體                  | 歐洲各共同體             | 歐洲各共同體                   | 歐洲各共同體                   | 歐洲各共同體            | （歐盟三支柱）                                 | （歐盟三支柱）                                 | （歐盟三支柱）                                 |                                                |                                                |                                                |                  |                  |                  |            |            |
| 圖例： 事實上繼承 框架： 事實上的內部框架 外部框架 | 圖例： 事實上繼承 框架： 事實上的內部框架 外部框架 | 圖例： 事實上繼承 框架： 事實上的內部框架 外部框架 |                               |                          | 歐洲原子能共同體               | 歐洲原子能共同體               | 歐洲原子能共同體        | 歐洲原子能共同體                               | 歐洲原子能共同體                               |                                                |                                                |                                                | 現今                                           |                  |                  |                  |            |            |
| 圖例： 事實上繼承 框架： 事實上的內部框架 外部框架 | 圖例： 事實上繼承 框架： 事實上的內部框架 外部框架 | 圖例： 事實上繼承 框架： 事實上的內部框架 外部框架 |                               | 歐洲煤鋼共同體           |                                |                                |                         |                                                |                                                |                                                |                                                |                                                |                                                |                  |                  |                  |            |            |
| 圖例： 事實上繼承 框架： 事實上的內部框架 外部框架 | 圖例： 事實上繼承 框架： 事實上的內部框架 外部框架 | 圖例： 事實上繼承 框架： 事實上的內部框架 外部框架 |                               | 歐洲經濟共同體           |                                |                                |                         |                                                |                                                |                                                |                                                |                                                |                                                |                  |                  |                  |            |            |
| 圖例： 事實上繼承 框架： 事實上的內部框架 外部框架 | 圖例： 事實上繼承 框架： 事實上的內部框架 外部框架 | 圖例： 事實上繼承 框架： 事實上的內部框架 外部框架 |                               |                          |                                |                                |                         |                                                | 申根區                                         | 申根區                                         | 歐洲共同體                                     | 歐洲共同體                                     |                                                |                  |                  |                  |            |            |
| 圖例： 事實上繼承 框架： 事實上的內部框架 外部框架 | 圖例： 事實上繼承 框架： 事實上的內部框架 外部框架 | 圖例： 事實上繼承 框架： 事實上的內部框架 外部框架 | TREVI                         | TREVI                    | TREVI                          | 司法與內政合作                 |                         |                                                |                                                |                                                |                                                |                                                |                                                |                  |                  |                  |            |            |
| 圖例： 事實上繼承 框架： 事實上的內部框架 外部框架 | 圖例： 事實上繼承 框架： 事實上的內部框架 外部框架 | 圖例： 事實上繼承 框架： 事實上的內部框架 外部框架 | TREVI                         | TREVI                    | TREVI                          | 司法與內政合作                 |                         | / 北大西洋公約組織                             | / 北大西洋公約組織                             | 現今                                           | 刑事領域警務與司法合作                         | 刑事領域警務與司法合作                         |                                                |                  |                  |                  |            |            |
| 英法協約                                           | 英法協約                                           | [西方聯盟到北約]                                   | [西方聯盟到北約]              | 歐洲政治合作             | 歐洲政治合作                   | 歐洲政治合作                   | 歐洲政治合作            | / 北大西洋公約組織                             | / 北大西洋公約組織                             | 現今                                           |                                                | 共同外交與安全政策                             | 共同外交與安全政策                             |                  |                  |                  |            |            |
| 英法協約                                           | 英法協約                                           | 西方聯盟                                           | 西方聯盟                      | 西方聯盟                 | / 西歐聯盟                     | / 西歐聯盟                     | / 西歐聯盟              | [1984年羅馬宣言重新激活了西歐聯盟並轉交至歐盟] | [1984年羅馬宣言重新激活了西歐聯盟並轉交至歐盟] | [1984年羅馬宣言重新激活了西歐聯盟並轉交至歐盟] | [1984年羅馬宣言重新激活了西歐聯盟並轉交至歐盟] | [1984年羅馬宣言重新激活了西歐聯盟並轉交至歐盟] | [1984年羅馬宣言重新激活了西歐聯盟並轉交至歐盟] |                  |                  |                  |            |            |
| 英法協約                                           | 英法協約                                           | 西方聯盟                                           | 西方聯盟                      | 西方聯盟                 | / 西歐聯盟                     | / 西歐聯盟                     | / 西歐聯盟              |                                                |                                                |                                                |                                                |                                                |                                                |                  |                  |                  |            |            |
| 英法協約                                           | 英法協約                                           | 西方聯盟                                           | 西方聯盟                      | 西方聯盟                 | [社會、文化移交歐洲理事會負責] | [社會、文化移交歐洲理事會負責] | 現今                    |                                                |                                                |                                                |                                                |                                                |                                                |                  |                  | 论 编            | 论 编      |            |
|                                                    |                                                    |                                                    | 歐洲理事會                    |                          |                                |                                | 現今                    |                                                |                                                |                                                |                                                |                                                |                                                |                  |                  | 论 编            | 论 编      |            |
| 英法協約                                           | 敦克爾克條約                                       | 布魯塞爾條約                                       | 歐洲委員會法規 與北大西洋公約 | 巴黎條約與歐洲防務共同體 | 倫敦–巴黎會議                  | 羅馬條約                       | 西歐聯盟-歐洲理事會協議 | 合併條約                                       | 達維尼翁報告                                   | 歐盟高峰會成立                                 | 單一歐洲法案                                   | 申根公約                                       | 馬斯垂克條約                                   | 阿姆斯特丹條約   | 尼斯條約         | 里斯本条约       | 里斯本条约 | 里斯本条约 |

## 外部連結
- Your Guide To The Lisbon Treaty，Europa（歐盟官方網站）
- A Brief Guide to the EU's Lisbon Treaty on DW-TV （页面存档备份，存于）
- 大紀元：里斯本條約通過歐盟角色值得關注（7 Oct 2009）
- Charter of Fundamental Rights of the European Union as adapted at Lisbon（页面存档备份，存于）
- 香港政改再諮詢在即　英高官促實現雙普選 []
- 香港人網：《里斯本條約》譚志強博士話BNO holders有居歐權（10 Nov 2009，mp3)[永久]
- European Union citizenship, a wide set of rights and obligations